# Trzeźwiejący alkoholik
Trzeźwiejący alkoholik – termin używany do określenia zdrowiejącego alkoholika (trzeźwiejącego), który oprócz zachowania abstynencji podejmuje działania zmierzające do przeciwdziałania nawrotom choroby. 
Najbardziej rozpowszechnionym działaniem jest udział w ruchu Anonimowych Alkoholików, terapia alkoholizmu, udział w zlotach i spotkaniach trzeźwościowych, tematycznych forach dyskusyjnych, a także pogłębianie wiedzy z zakresu alkoholizmu i dziedzin pokrewnych.